# Shenango
La Shenango (en anglais : Shenango River) est un cours d'eau américain qui s'écoule pour l'essentiel en Pennsylvanie, avec une courte incursion dans le comté d'Ashtabula, dans l'Ohio voisin. Cette rivière se jette dans la Beaver, qui fait partie du système hydrologique du Mississippi.